# Vergolderkissen

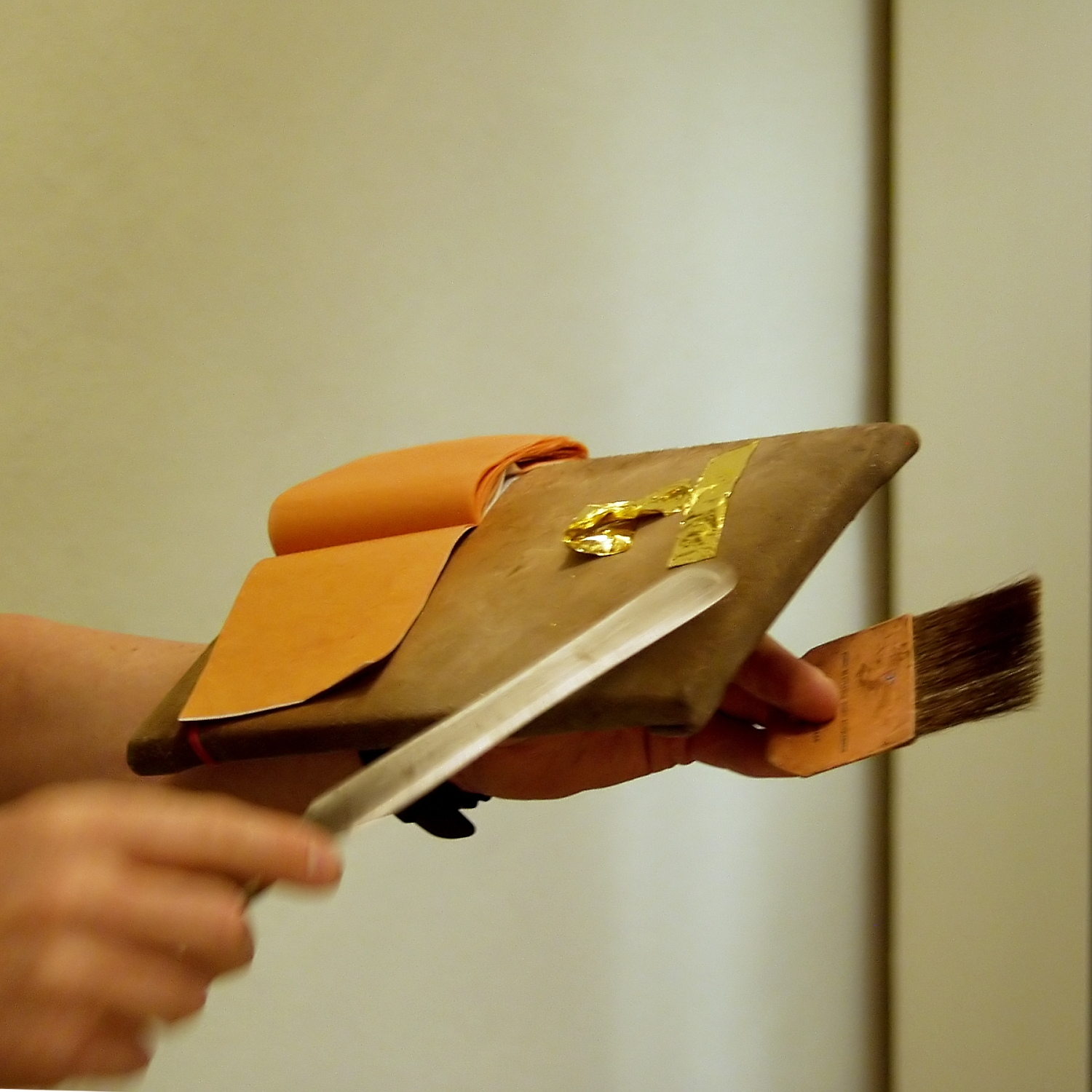
Vergolderkissen in Anwendung

Das Vergolderkissen ist ein Werkzeug zur Verarbeitung von losen Blattmetallen, etwa Blattgold.
Es handelt sich dabei um ein gepolstertes, mit Rinds- oder Wildleder bespanntes Brett mit Halteschlaufe am Boden. Aufgrund des sehr windanfälligen Blattmetalls gibt es das Vergolderkissen auch oftmals mit einem Windschutz an drei Seiten.
Es findet v. a. als Hilfsmittel für die Vergoldung Verwendung. Das Blattmetall wird dabei vorsichtig mit dem Vergoldermesser aus dem sogenannten Büchlein auf das Kissen gehoben und hier geschnitten.